# عقوبة الإعدام في بنغلاديش
عقوبة الإعدام في بنغلاديش هي شكل من أشكال العقوبات القانونية وتطبق لأي شخص فوق سن السادسة عشر من العمر، ولكن من الناحية العملية لا تطبق العقوبة على الأشخاص الذين تقل أعمارهم عن 18 سنة.
عقوبة الإعدام يمكن استخدامها كنوع من العقاب على الجرائم مثل القتل والفتنة، والجرائم المتعلقة بحيازة أو الاتجار بالمخدرات، والجرائم المتعلقة بالاتجار بالبشر، والخيانة والتجسس والجرائم العسكرية، والاغتصاب، وخطف الطائرات والتخريب، أو الإرهاب. .يتم تنفيذ عقوبة الإعدام شنقا ورميا بالرصاص، على الرغم من أن الأسلوب الأخير تم الطعن فيه منذ عام 1998.
تشير التقارير إلى ان هناك أكثر من 1000 شخص تم الحكم عليهم بالإعدام. في نوفمبر 2013، حكمت محكمة دكا في جلسات متروبوليتان على 152 شخصا بالإعدام بسبب مشاركتهم في ثورة بنجلادش في عام 2009.